# Malard (Verwaltungsbezirk)
Malard (persisch شهرستان ملارد) ist ein Schahrestan in der Provinz Teheran im Iran. Er enthält die Stadt Malard, welche die Hauptstadt des Kreises ist.

## Demografie
Bei der Volkszählung 2016 betrug die Einwohnerzahl des Kreises 377.292. Die Alphabetisierung lag bei 90,2 Prozent der Bevölkerung. Knapp 83 Prozent der Bevölkerung lebten in urbanen Regionen.
| Zensusjahr | Einwohnerzahl |
| ---------- | ------------- |
| 2011       | 373.994       |
| 2016       | 377.292       |